# Telescopus fallax
Telescopus fallax là một loài rắn trong họ Rắn nước. Loài này được Fleischmann mô tả khoa học đầu tiên năm 1831.

## Hình ảnh

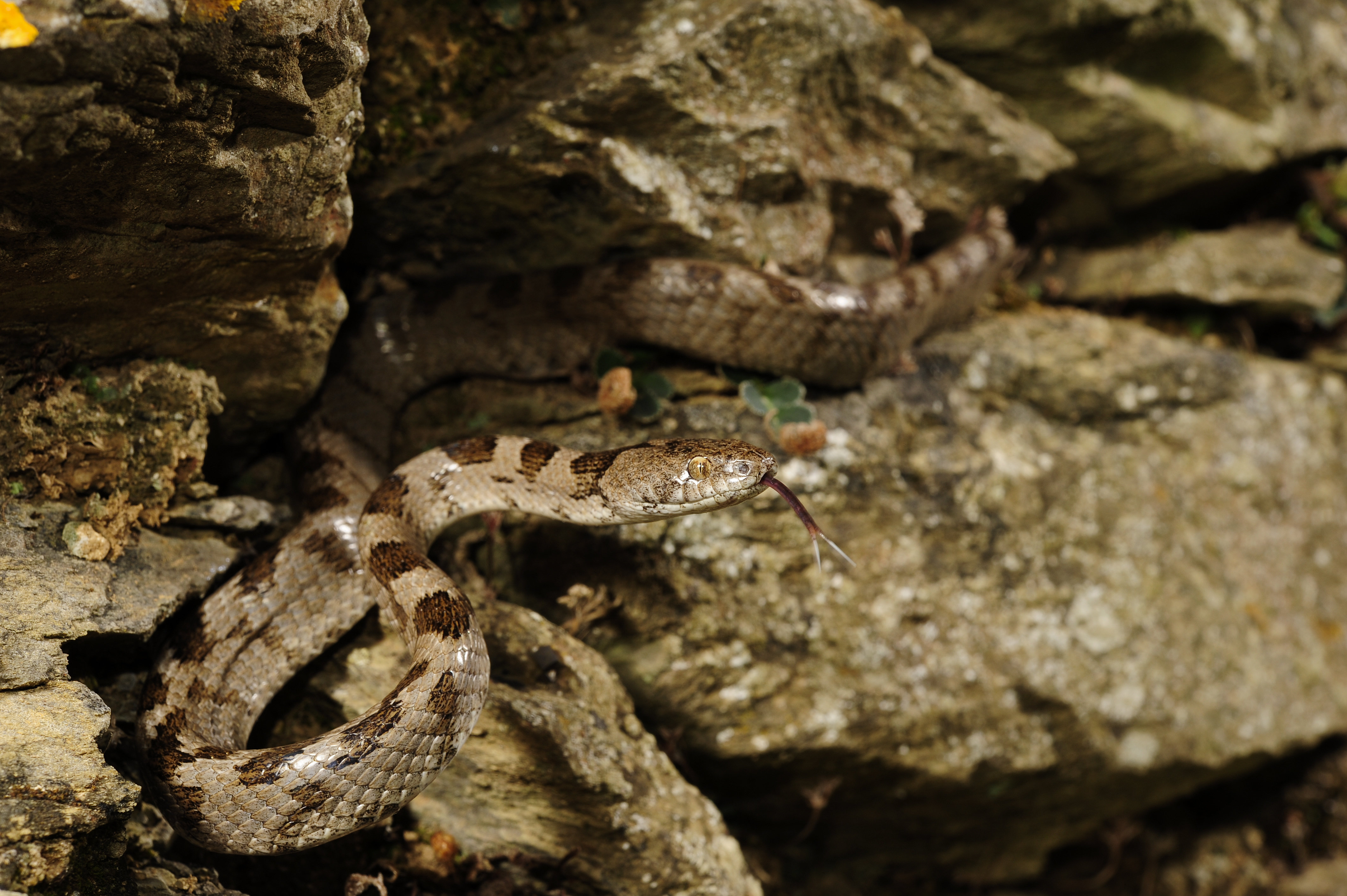
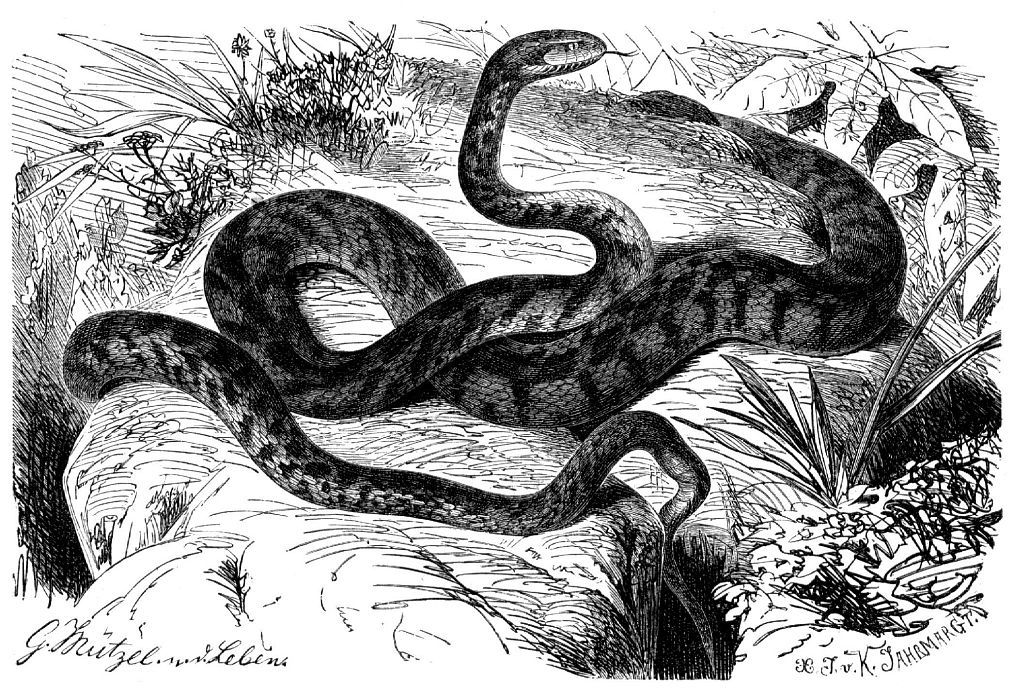
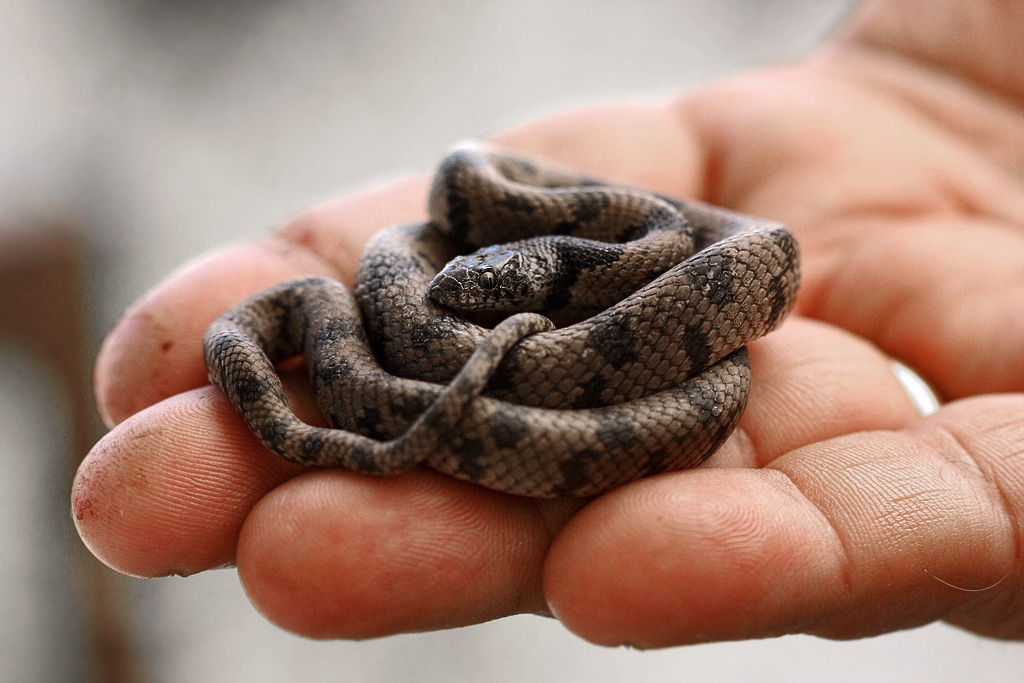